# جيمس باريس لي
جيمس باريس لي (بالإنجليزية: James Paris Lee)‏ هو مخترِع أمريكي، ولد في 9 أغسطس 1831 في هاويك ‏ في المملكة المتحدة، وتوفي في 24 فبراير 1904 في Short Beach ‏ في الولايات المتحدة.

## معرض صور

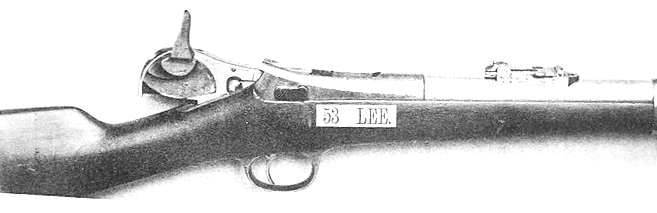
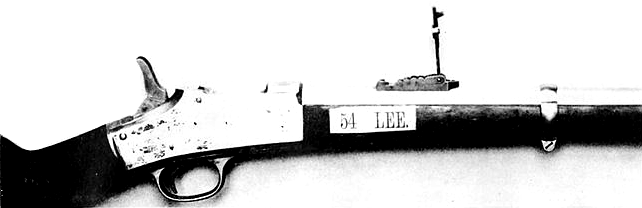
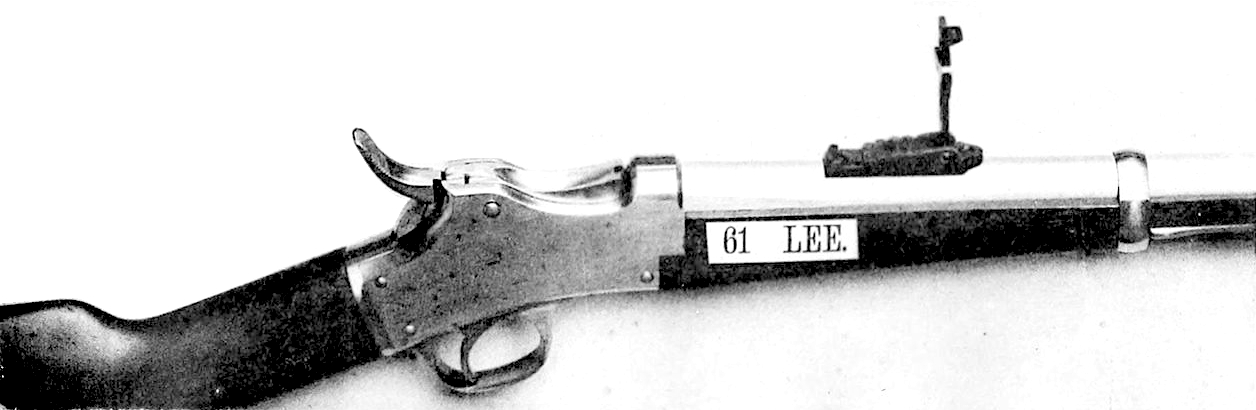